# Анонім (острів)
Аноні́м (фр. Île Anonyme) — невеликий гранітний острів у західній частині Індійського океану, входить до групи Внутрішніх Сейшельських островів, належить державі Сейшельські Острови.
Розташований у 700 метрах від східного узбережжя острова Мае. Оточений кораловими рифами. На схід від острова Анонім лежить острів Рет.

## Історія
Острів Анонім отримав свою назву від вітрильного судна, яке здійснювало рейси між островами Іль-де-Франс і Бурбон.
Спочатку знаходився у власності родини Сен-Жорре, яка була однією з перших європейських родин, що заселили Сейшельські острови. Під час будівництва аеропорту на острові Мае, острів Анонім відіграв значну роль — тут зберігалася вибухівка для будівництва.
Острів знаходиться у приватній власності доньки колишнього президента Сейшельських островів Франса-Альбера Рене. На острові влаштовано курорт, що складається з семи вілл класу люкс; туристів привертає природа острова, первісний вигляд якої старанно підтримують власники острова. Море навколо острова ідеально підходить для підводного плавання.
Через свій невеликий розмір Анонім у фольклорі Сейшел грає роль острівця, де закопані піратські скарби та зустрічаються привиди.

## Клімат
Клімат острова — субекваторіальний морський. Океан та вітри, що дмуть з нього, значно впливають на погоду і це рятує від сильної спеки. Тут весь рік літо, температура рідко знижується нижче +25 °C. Дощі йдуть з початку грудня до середини лютого, вони зазвичай сильні, але короткочасні. Вода тепла цілий рік, температура води не опускається нижче +28 °C.

## Природа
Острів має багату флору, тут ростуть унікальні рослини, наприклад залізне дерево та баньян. Яскравими представниками фауни є крилани, також живе декілька альдабрських черепах, вік яких може сягати 150 років. У вересні ці черепахи відкладаються яйця, а в березні народжуються малята.